# Séraphine
Séraphine es una película francesa de 2008 dirigida por Martin Provost y protagonizada por Yolande Moreau y Ulrich Tukur. Se trata de un drama biográfico que narra la vida de la pintora naif francesa Séraphine Louis, también conocida como Séraphine de Senlis, acercándonos a la experiencia de esta mujer con el arte, la religión y la enfermedad mental.
El largometraje es una coproducción entre Francia y Bélgica. Se estrenó el 7 de septiembre de 2008 en el Festival Internacional de Cine de Toronto.

## Sinopsis
Sérafine era una mujer de comienzos del siglo XX. Ella tenía en secreto una receta para crear pintura. Wilhelm Uhde, un marchante de arte alemán, alquila una casa en Senlis para poder escribir y descansar. Estando allí, descubre por casualidad que la mujer de la limpieza, Séraphine, de origen humilde y ya entrada en los cuarenta, pinta cuadros en su escaso tiempo libre. Wilhelm queda fascinado por su obra y anima a Séraphine a que se dedique por completo al arte.

## Reparto
- Yolande Moreau: Séraphine Louis.
- Ulrich Tukur: Wilhelm Uhde.
- Anne Bennent: Anne-Marie Uhde.
- Geneviève Mnich: Mme. Duphot.
- Nico Rogner: Helmut Kolle, pintor alemán
- Adélaïde Leroux: Minouche.
- Serge Larivière: Duval.

## Premios y nominaciones
Séraphine fue la gran triunfadora de la 34.ª edición de los Premios César, otorgados por la Academia del Cine Francés: era candidata a nueve galardones, de los cuales consiguió siete, incluyendo los premios a la mejor película, al mejor director y a la mejor actriz.
| Año  | Premio                                     | Categoría                                            | Resultado |
| ---- | ------------------------------------------ | ---------------------------------------------------- | --------- |
| 2008 | Festival Internacional de Cine de Gante    | Gran premio a la mejor película                      | Nominada  |
| 2008 | Festival Internacional de Cine de El Cairo | Mejor actriz (Yolande Moreau)                        | Ganadora  |
| 2009 | Prix Lumière                               | Mejor actriz (Yolande Moreau)                        | Ganadora  |
| 2009 | Étoiles d'Or                               | Mejor actriz (Yolande Moreau)                        | Ganadora  |
| 2009 | Premios César                              | Mejor película                                       | Ganadora  |
| 2009 | Premios César                              | Mejor director (Martin Provost)                      | Nominado  |
| 2009 | Premios César                              | Mejor guion original(Martin Provost, Marc Abdelnour) | Ganadora  |
| 2009 | Premios César                              | Mejor actriz (Yolande Moreau)                        | Ganadora  |
| 2009 | Premios César                              | Mejor fotografía (Laurent Brunet)                    | Ganadora  |
| 2009 | Premios César                              | Mejor música escrita para una película               | Ganadores |
| 2009 | Premios César                              | Mejor sonido                                         | Nominados |
| 2009 | Premios César                              | Mejor decorado                                       | Ganadores |
| 2009 | Premios César                              | Mejor vestuario                                      | Ganadores |
| 2009 | Festival de Cine de Newport Beach          | Mejor película                                       | Ganadora  |
| 2009 | Festival de Cine de Newport Beach          | Mejor director (Martin Provost)                      | Ganador   |
| 2009 | Festival de Cine de Newport Beach          | Mejor guion (Martin Provost, Marc Abdelnour)         | Ganadores |
| 2009 | Festival de Cine de Newport Beach          | Mejor actriz (Yolande Moreau)                        | Ganadora  |
| 2009 | Festival de Cine de Newport Beach          | Mejor actor (Ulrich Tukur)                           | Ganador   |
| 2009 | Premios del Cine Europeo                   | Mejor actriz (Yolande Moreau)                        | Nominada  |
| 2009 | LAFCA                                      | Mejor actriz (Yolande Moreau)                        | Ganadora  |
| 2010 | National Society of Film Critics           | Mejor actriz (Yolande Moreau)                        | Ganadora  |
| 2010 | Premios Chlotrudis                         | Mejor actriz (Yolande Moreau)                        | Nominada  |

## Infracción al derecho de autor
El 26 de noviembre de 2010 la justicia francesa determinó que el argumento de la película Séraphine, ganadora del premio César al mejor guion original en 2009 (a Martin Provost, también director de la película, y a Marc Abdelnour), había sido plagiado de la biografía titulada Séraphine de Senlis (1986), obra de Alain Vircondelet. La justicia dictaminó un resarcimiento de 25 000 euros a Vircondelet en concepto de «daños y perjuicios por infracción de su derecho moral de autor» y 25 000 euros para la editorial Albin Michel «en compensación por la infracción de sus derechos patrimoniales», a lo que se sumó el pago de 6 000 euros al autor y a su editor como costas de la corte, y la publicación de la sentencia en tres periódicos o revistas de elección de los solicitantes, dentro del límite de 3 500 euros cada uno, a expensas del director-productor y guionista.